# Fundacja Astronomii Polskiej im. Mikołaja Kopernika
Fundacja Astronomii Polskiej im. Mikołaja Kopernika (ang. Copernicus Foundation for Polish Astronomy) – fundacja naukowa stawiającą sobie za cel wspieranie astronomii polskiej poprzez: tworzenie bazy materialnej, finansowanie prac badawczych, fundowanie stypendiów zagranicznych i krajowych, rozpowszechnianie wiedzy astronomicznej w społeczeństwie oraz aktywizowanie i konsolidację środowiska astronomicznego.

## Siedziba i organy Fundacji
Siedziba fundacji mieści się na Al. Ujazdowskich 4 w Warszawie (kod 00-478) w budynku Obserwatorium Astronomicznego UW. Prezesem zarządu jest prof. Michał Jaroszyński, wiceprezesem prof. Michał Szymański, a członkiem zarządu prof. Mirosław Giersz. W skład Rady Fundacji wchodzą: prof. Bożena Czerny, prof. Jerzy Kreiner (przewodniczący), dr hab. Agnieszka Kryszczyńska, dr hab. Jerzy Krzesiński, prof. Andrzej Pigulski, prof. Józef Smak, prof. Edwin Wnuk. Organem sprawującym nadzór nad Fundacją jest minister właściwy do spraw nauki.

## Historia
Fundacja została powołana w maju 1990 roku. Pierwszym prezesem zarządu był prof. Marcin Kubiak, a wiceprezesem – dr hab. Tomasz Chlebowski. Wieloletnim przewodniczącym Rady Fundacji był prof. Robert Głębocki (od daty powstania do swojej śmierci w 2005 roku).

## Działalność
Fundacja realizuje swoje cele statutowe przez podejmowanie wielu działań o stałym lub jednorazowym charakterze. Do najważniejszych działań należą:
- wydawanie polskiego recenzowanego kwartalnika naukowego Acta Astronomica o zasięgu międzynarodowym o tematyce astronomicznej i astrofizycznej[2], indeksowanego m.in. przez Current Contents i Science Citation Index,
- wsparcie finansowe olimpiad astronomicznych,
- wsparcie finansowe corocznego Ogólnopolskiego Młodzieżowego Seminarium Astronomicznego,
- wsparcie finansowe konferencji „Wykorzystanie małych teleskopów”, Kraków-Koninki 2013[3].

Fundacja pośredniczyła również w finansowaniu wielu innych inicjatyw, m.in.:
- realizacji stypendium dla wybitnych studentów astronomii (którego laureatami byli m.in. Krzysztof Stanek (1991), Andrzej Kudlicki (1994), Przemysław Woźniak (1995) i Arkadiusz Olech (1996)),
- budowy instrumentów do obserwacji błysków gamma przez zespół prof. Lecha Mankiewicza[4] (początki projektu Pi of the Sky[5]).